# 샤하브-3

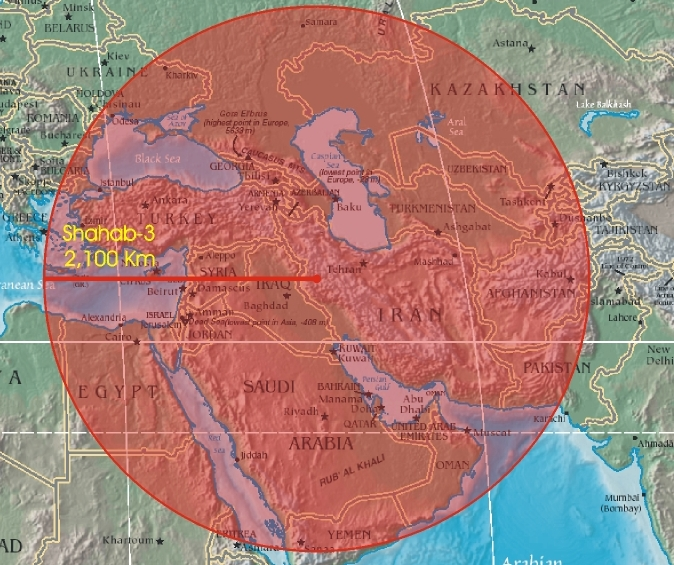
샤하브-3의 사정거리

샤하브-3(Shahab-3, 페르시아어: شهاب-۳)는 이란에서 제작한 중거리 탄도 미사일로 중화인민공화국 DF-21, 과 조선민주주의인민공화국의 노동 1호 미사일을 토대로하고 있다. 처음 제작되었을 때의 사정거리는 약 1300km였으나, 현재 사정거리는 최대 약 2000km이다.

## 운용국가
- 이란